# Padillasaurus
Padillasaurus – wymarły rodzaj dinozaura, zauropoda z rodziny brachiozaurów.
Skamieniałości nieznanego zwierzęcia znaleziono w Kolumbii, na terenie, jak podają Carballido i inni (2015), prowincji Ricaurte i departamentu Boyacá, na północny wschód od miasta Villa de Leiva. Znajdują się tam skały formacji Paja, powstałe w epoce kredy wczesnej, dokładniej datowane na apt-barrem, pośród których miejscowi rolnicy znaleźli pozostałości dinozaura, które przekazali lokalnej organizacji społecznej (Junta de Acción Comunal Vereda Monquirá). W efekcie nie można powiedzieć nic o dokładnym miejscu znalezienia szczątków, prawdopodobnie znalezionych w okolicy La Tordolla, gdzie ma miejsce wychodnia skał środkowego ogniwa formacji Paja. Skały wspomnianej formacji, stanowiącej pozostałości transgresji morskiej, dostarczyły także pozostałości amonitów, trzy okazy tych morskich głowonogów znaleziono razem z pozostałościami dinozaura. Zaliczono je do gatunków Gerhardtia galeatoides i Lytoceras. Dzięki temu udało się stwierdzić, że pochodził on raczej z wczesnego późnego barremu.
Znalezione kości dinozaura, skatalogowane jako JACVM 0001, obejmowały pozostałości kręgów, w tym trzon tylnego kręgu grzbietowego, ostatni kręg przedkrzyżowy, dwa pierwsze i dwa ostatnie kręgi krzyżowe oraz 8 proksymalnych kręgów ogonowych. Wszystkie pochodziły od jednego osobnika. Zbadawszy je, paleontolodzy stwierdzili, że należą do nieopisanego jeszcze rodzaju zauropoda z rodziny brachiozaurów, definiowanej jako wszystkie Titanosauriformes bliższe brachiozaurowi niż saltazaurowi. Podkreśla to wagę znaleziska, albowiem Brachiosauridae, szeroko rozprzestrzenione w jurze późnej, z okresu kredowego znane były tylko z aptu-albu z Ameryki Północnej. Chodzi o takie rodzaje, jak cedarozaur, Abydosaurus, wenenozaur.
Nowy rodzaj nazwany został Padillasaurus. Jego nazwa rodzajowa upamiętnia, jak go określili kreatorzy rodzaju, entuzjastę paleontologii i doktora nazwiskiem Carlos Bernardo Padilla Bernal, w uznaniu jego działań prowadzących do utworzenia Centrum Badań Paleontologicznych w Villa de Leiva (Centro de Investigaciones Paleontológicas de Villa de Leiva) oraz promowania badań i zbioru skamieniałości w Kolumbii. Do nazwiska badacza dodali człon saurus wywodzący się z języka greckiego i oznaczający jaszczura. W rodzaju umieścili gatunek Padillasaurus leivaensis. Epitet gatunkowy odnosi się do miejsca znalezienia skamieniałości, miasta Villa de Leiva.
Carballido i współpracownicy przeprowadzili analizę filogenetyczną, jednak uzyskane przez nich wyniki dalekie są od jednoznaczności. Drzewo uzyskane metodą strict consensus z dziesięciu drzew największej parsymonii ukazało Brachiosauridae w nierozwikłanej politomii tworzonej przez Abydosaurus, Brachiosaurus, Giraffatitan, Padillasaurus oraz kladu Venenosaurus + Cedarosaurus. Padillasaurus może stanowić klad bazalny w tej rodzinie, może stanowić takson bazalny kladu tworzonego przez wszystkie wymienione rodzaje prócz dwu ostatnich, może też tworzyć klad z rodzajami siostrzanymi Abydosaurus i Giraffatitan.